# 寂円

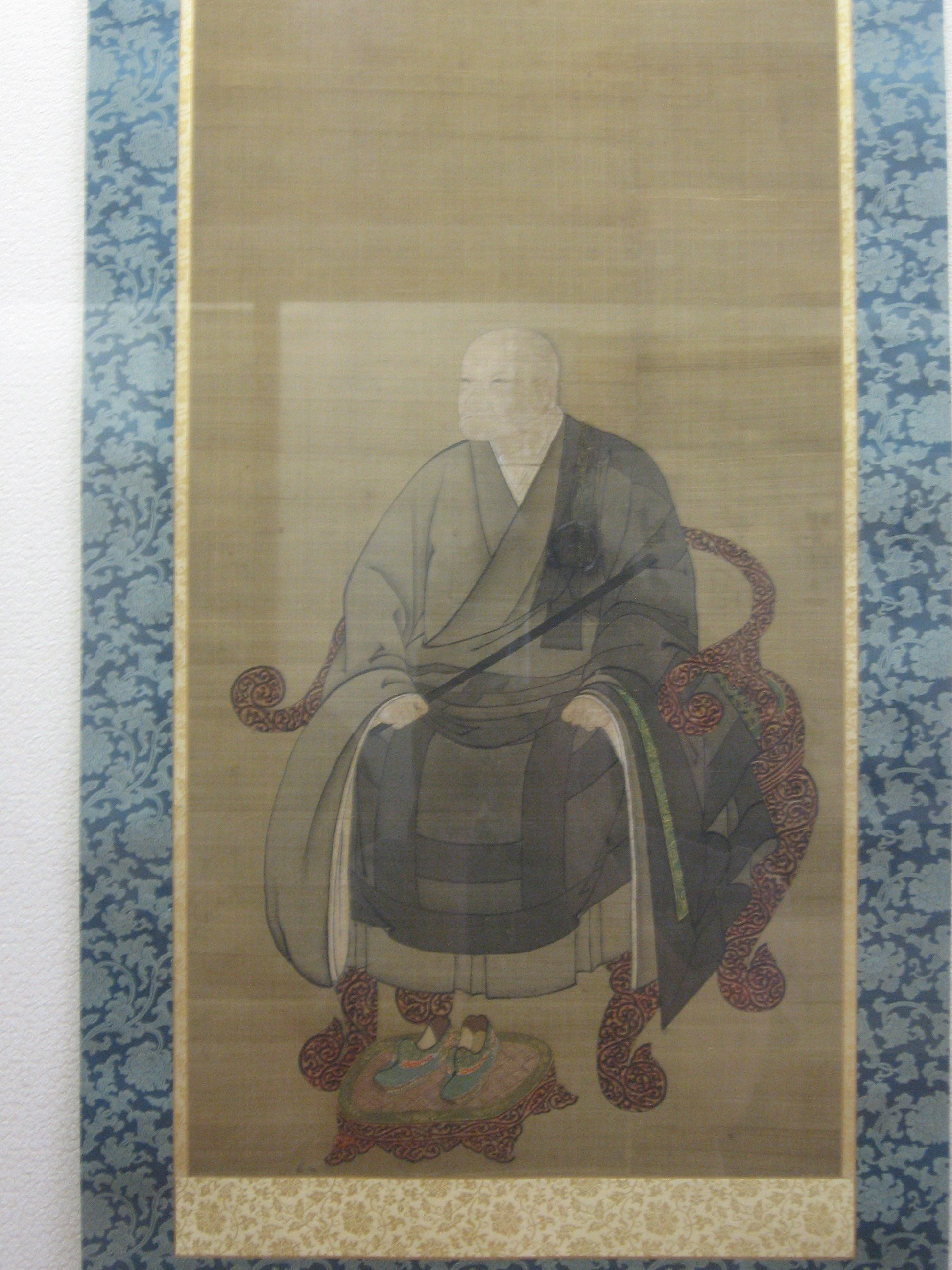
寂円の像（宝慶寺所蔵）

寂円（じゃくえん、拼音: Jìyuán、開禧3年（1207年）- 正安元年9月13日（1299年10月8日））は、鎌倉時代に中国南宋から来日した曹洞宗の僧。道号は智深。

## 生涯
天童景徳禅寺の如浄禅師の弟子であったが、宋に来ていた道元と知り合い、如浄の没後道元を慕って来日した。山城国深草興聖寺および越前国永平寺と道元に従い、道元の没後は孤雲懐奘に師事して禅を極めた。
弘長元年（1261年）に永平寺を去り、越前国大野郡に赴き宝慶寺を開山し、豪族伊志良氏の庇護のもと寂円派を形成した。弟子には永平寺中興の祖義雲がいる。

## 論文
- CiNii>寂円
- INBUDS>寂円